# Ernst Thälmann-eiland
Ernst Thälmann-eiland (Spaans: Cayo Ernesto Thaelmann of Cayo Blanco del Sur, Duits: Ernst-Thälmann-Insel) is een Cubaans eiland in de Caraïbische Zee. Het eiland is onbewoond.
Het eiland meet 15 bij een halve vierkante kilometer en ligt in de Golf van Cazones. Het eiland is genoemd naar de Duitse politicus Ernst Thälmann en heeft een rijke fauna en flora.

## Geschiedenis
Op 19 juni 1972 bracht de Cubaanse president Fidel Castro een staatsbezoek aan de DDR. Castro schonk Honecker een kaart waarop het Ernst Thälmann-eiland en het DDR-strand (Playa RDA) te zien was. Het eiland werd hiermee symbolisch geschonken aan de burgers van de DDR. De naamswijziging werd officieel opgenomen in de Cubaanse presidentiële besluitenlijst onder besluit 3676/72. Daarvoor werd het eiland in het Spaans Cayo Blanco genoemd.
Ter gelegenheid van de 28e sterfdag van Ernst Thälmann en het Wereldfestival voor jeugd en studenten van 1973 in Oost-Berlijn, werd een buste van Thälmann op het eiland onthuld. Bij deze onthulling waren de plaatsvervangend ambassadeur van de DDR, een aantal officieren van het Oost-Duitse marineschip MS J.G. Fichte, de eerste secretaris van de Cubaanse jeugd evenals ongeveer 100 deelnemers van het Wereldfestival aanwezig.
In 1975 zongen twee schlagerzangers uit de DDR, Frank Schöbel en Aurora Lacasa, op het eiland het zelfgecomponeerde lied Insel im Golf von Cazones voor het televisieprogramma Unterwegs mit Musik – Kuba.
Een groot deel van het onbewoonde eiland werd in 1998 verwoest door de orkaan Mitch. Ook Thälmanns buste viel van zijn sokkel.
Tot op vandaag de dag wordt er door velen gespeculeerd over de vraag wie het eiland toebehoort. Wanneer het eiland namelijk werkelijk eigendom zou zijn geweest van de DDR, zou het eiland heden ten dage grondgebied van de Bondsrepubliek Duitsland zijn. Zowel de Cubaanse als de Duitse overheid spreken deze berichten echter tegen. Zo liet een woordvoerder van de Cubaanse ambassade in Duitsland weten: "Het was een symbolische daad die niets te maken had met eigendomsrechten."